# Chrysotoxum convexum
Chrysotoxum convexum är en tvåvingeart som beskrevs av Enrico Adelelmo Brunetti 1915. Chrysotoxum convexum ingår i släktet getingblomflugor, och familjen blomflugor. Inga underarter finns listade i Catalogue of Life.